# Monsenhor Miranda
Pedro Machado de Miranda Malheiros, o Monsenhor Miranda, (Guimarães, c. 1780 — Rio de Janeiro, 9 de abril de 1838) foi um sacerdote, militar e magistrado luso-brasileiro.

## Biografia
Era filho de Paulo de Melo Machado e de Gracia Pereira de Castro e Silva. Bacharel em Filosofia e doutor em Cânones pela Universidade de Coimbra, foi nomeado monsenhor da Santa Igreja Patriarcal de Lisboa. 
Combatente militar contra a invasão dos franceses da península ibérica em 1808, foi sargento-mor do batalhão dos privilegiados voluntários de Nossa Senhora de Oliveira da vila de Guimarães. Depois promovido a major deste batalhão, foi nomeado em 1810 Desembargador do Paço e da Mesa da Consciência e Ordens. Veio para o Brasil junto com a corte de Portugal, onde foi nomeado chanceler-mor do reino do Brasil.
De 1819 a 1821 foi inspetor da colônia de Nova Friburgo, responsável pela construção e organização da mesma.
Acompanhou Dom João VI em seu retorno a Portugal, mas estando seu nome na lista dos proibidos de desembarcar em Portugal por ordem das cortes de Lisboa, retornou ao Brasil. 
Proclamada a Independência do Brasil naturalizou-se brasileiro, continuando no exercício de chanceler-mor do Império.
Foi um dos maiores defensores da imigração europeia, tendo atuado em sua promoção e organização dentro do Brasil. Encarregava-se pessoalmente dos imigrantes alemães chegados, sendo inclusive responsável por designar alguns, vistos como prejudiciais, para envio a colônias mais distantes, como foi o caso dos enviados para São João das Missões, no Rio Grande do Sul. 
Em 1828 foi nomeado ministro do Supremo Tribunal de Justiça. 
Foi sepultado em catacumba da Igreja de Sant'Ana, igreja esta demolida quando da construção da Estrada de Ferro D. Pedro II.